# Pierrette Kombo
Pierrette Kombo (9 de maio de 1939 - 29 de junho de 2019) foi uma política congolesa. Em 1963, ela fez parte do primeiro grupo de três mulheres eleitas para a Assembleia Nacional ao lado de Micheline Golengo e Mambou Aimée Gnali.

## Biografia
Kombo nasceu Pierrette Loubaki em maio de 1939. Ela casou-se com Augustin Kombo.
Membro activo da União Revolucionária das Mulheres do Congo, ingressou no Movimento Nacional da Revolução (MNR) e foi candidata pelo partido nas eleições parlamentares de 1963. Sem nenhuma oposição disputando as eleições, ela foi eleita para a Assembleia Nacional pelo eleitorado de Brazzaville, tornando-se uma do primeiro grupo de três mulheres a entrar no parlamento.
Ela morreu em Saint-Herblain, na França, em junho de 2019.